# Zuchwała
Zuchwała – polska kanonierka rzeczna z okresu przed II wojną światową.

## Historia
W roku 1931 Kierownictwo Marynarki Wojennej otrzymało obietnicę uzyskania kredytów na budowę nowych jednostek dla Flotylli Rzecznej Marynarki Wojennej. Przystąpiono więc do projektowania wielu typów jednostek, między innymi projektu „pancernej krypy dopływowej”. Oznaczenie to zmieniono później na „krypę artyleryjską”. W maju 1932, Warsztatom Portowym Marynarki Wojennej w Pińsku, zlecono budowę jednostek klasyfikowanych ostatecznie jako „kanonierki rzeczne”. Zbudowano trzy jednostki: „Zuchwała”, „Zaradna” i „Zawzięta”. W literaturze jednostki te określa się jako kanonierki rzeczne typu Z.

## Służba
„Zuchwała” została wcielona do służby 15 czerwca 1933. Służyła w I Dywizjonie Flotylli Pińskiej, od wiosny 1939 w składzie utworzonego w ramach Flotylli Oddziału Wydzielonego na Prypeci W chwili wybuchu II wojny światowej jednostka działała w rejonie Pińska. Zastępcą dowódcy był bosman (?) Lis. Po objęciu 9 września dowództwa obrony Polesia przez gen. Franciszka Kleeberga dozorowała przeprawy na rzekach Jasiołda i Strumień pod dowództwem kpt. art. Władysława Jasika. W chwili agresji sowieckiej rozpoczęła marsz do Pińska. Niemożliwość dotarcia tam spowodowała decyzję o samozatopieniu jednostki koło wsi Knubowo nad rzeką Strumień.

## Dane taktyczno-techniczne
- Pancerz – od 4,6 do 10 mm. Chronił burty, pokład, sterówkę i wieże artylerii.

## Literatura
- Jerzy Pertek:Marynarze generała Kleeberga, KiW, Warszawa, 1986, ISBN 83-05-11340-X.